# Nuncjatura Apostolska w Gruzji
Nuncjatura Apostolska w Gruzji – misja dyplomatyczna Stolicy Apostolskiej w Gruzji. Siedziba nuncjusza apostolskiego mieści się w Tbilisi.
Nuncjusz apostolski w Gruzji akredytowany jest również w Republice Armenii.

## Historia
W 1992 papież św. Jan Paweł II utworzył Nuncjaturę Apostolską w Gruzji oraz Nuncjaturę Apostolską w Armenii. Urząd nuncjusza apostolskiego w każdym z tych dwóch państw zawsze pełniła ta sama osoba. W latach 1994–2018 nuncjusz apostolski w Gruzji akredytowany był również w Republice Azerbejdżanu.